# الاشطاب (الجوبة)

تعديل مصدري - تعديل

الاشطاب هي إحدى قرى عزلة جبل السحل بمديرية الجوبة التابعة لمحافظة مأرب، بلغ تعداد سكانها 149 نسمة حسب تعداد اليمن لعام 2004.